# میچیکو کووانو
میچیکو کووانو (انگلیسی: Michiko Kuwano; ۴ ژانویهٔ ۱۹۱۵ – ۱ آوریل ۱۹۴۶) بازیگر اهل ژاپن بود.